# Michael Witz der Jüngere

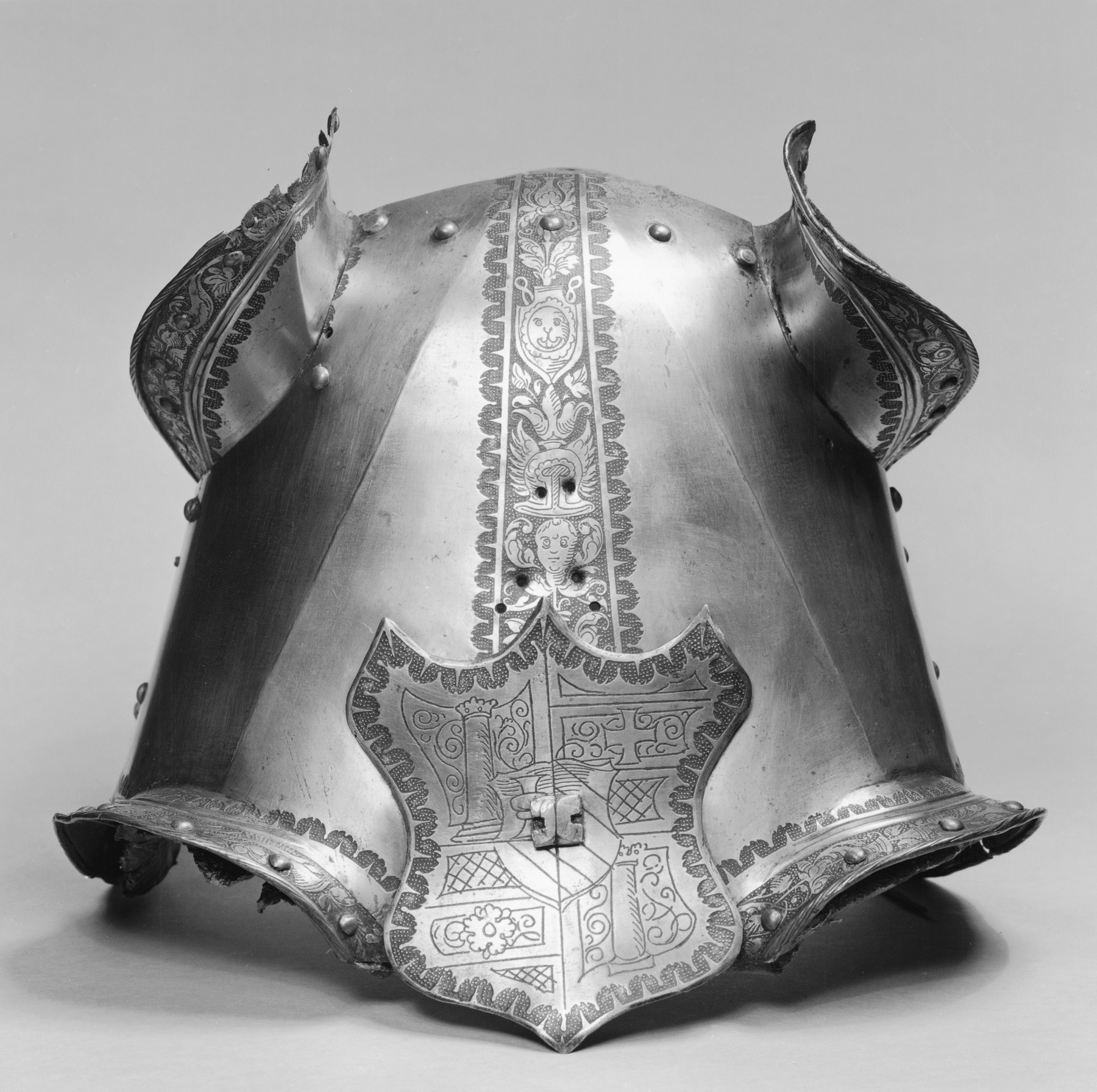
Michael Witz der Jüngere: Harnisch im Walters Art Museum

Michael Witz der Jüngere (* zwischen 1505 und 1510; † 1588 in Innsbruck) war ein bedeutender Plattner. 1561 erwarb er von seinem Schwager die Burg Arnholz.
Es sind rund dreißig Rüstungen von Witz und seiner Werkstatt hergestellt worden und Teile in verschiedenen Sammlungen erhalten, so auch ein Reiterprunkharnisch im Landeszeughaus.